# Lista de pacotes AMP
AMP é um acronimo para Apache MySql PHP
Esta é uma lista de pacotes AMP de todas as plataformas.

## Linux
- BitRock LAMPStack  (Open Source License, Apache 2/1.3, PHP 4.x/5.x, MYSQL 4.1/5, Python 2.3/2.4)
- BitRock LAPPStack (Open Source License, Apache 2, PHP 5.x, PostgreSQL 8.1, Python 2.4)
- FoxServ - sem atualizações recentes
- SpikeSource
- XAMPP
- PHPServer
- ActiveGrid LAMP Server
- Zend Core

## Microsoft Windows
WAMPs

## Mac
- MAMP
- XAMPP
- BitRock MAMPStack (Open Source License, Apache 2, PHP 5.x, MYSQL 5, Python 2.4)
- Zend Core
- LAMPPIX
- SLAMPP

## Memory Stick
Estes funcionam a partir de dispositivos móveis de (usb drives, flash disks, pen-drives etc) sem necessitar de instalação
- XAMPP
- Server2Go - WAMP para CDs e Pen-Drives
- PHPServer - Firebird incluso
- UsbWebServer
- WOS Portátil

## Solaris
- XAMPP
- CoolThreads Optimized Open Source Software (Cool Stack)
- Zend Core

## Symbian
- PAMP - AMP em plataformas móveis